# Harman’s Cross
Harman’s Cross ist ein kleines Dorf auf der Isle of Purbeck in der Grafschaft Dorset im Süden von England.

## Lage
Harman’s Cross befindet sich an der Hauptstraße A351 von Lytchett Minster via Wareham nach Swanage. Das Dorf liegt circa 3 Kilometer südöstlich von Corfe Castle, etwa 5 Kilometer westlich von Swanage sowie etwa 12 km südwestlich der großen Städte Poole und Bournemouth. Der River Corfe entspringt im Norden von Harman’s Cross.

## Das Dorf
Harman’s Cross wird normalerweise als Dorf gezählt, aber es ist ein Dorf ohne die übliche Kirche und Public House. Es gibt jedoch eine kleine Kapelle. Diese Kapelle wurde durch den Gründer und Besitzer der lokalen Foleys Garage erstellt. In Harman’s Cross stehen 190 Häuser und das Dorf hat etwa 350 Einwohner.
Das Dorf liegt innerhalb des Civil Parish Worth Matravers. Die Gemeindekirche, St. Nikolaus von Myra, befindet sich in Worth Matravers und ist eine der ältesten Kirchen in Dorset. Die Gemeinde liegt im Süd-Dorset-Wahlkreis des House of Commons und im ehemaligen South-West-England-Wahlkreis des Europäischen Parlaments.
Harman’s Cross ist Standort eines Bahnhofs an der Swanage Railway, einer mit Dampflokomotiven betriebenen historischen Eisenbahn. Die Bahn verbindet die touristischen Zentren Corfe Castle und Swanage miteinander. Harman’s Cross’ Bahnhof wurde 1989 gebaut. Auf einem Bahnsteig steht das Bahnhofgebäude und auf dem anderen nur ein Unterstand mit einem Garten. Alle Bahnstationen an der Swanage Railway haben sehr gepflegte Gärten. Es gibt ein Park and Ride nördlich von Corfe Castle.
Die Dorfbewohner sicherten sich einen Zuschuss aus dem Lottery Fond Big Lottery Fund (BIG) und konnten somit mit kommunalen Mitteln den Bau einer neuen Village Hall (Dorfsaal) finanzieren. Im Juli 2010 wurden die Bauarbeiten abgeschlossen und der neue Saal eröffnet.
In Harman’s Cross gibt es keine Einkaufsläden. Die Autowerkstatt Foleys Garage hat einen Kiosk mit integriertem Postamt.